# A Very Special Place
A Very Special Place est un téléfilm américain réalisé par Richard Donner, diffusé en 1977.

## Fiche technique
- Titre : A Very Special Place
- Réalisation : Richard Donner
- Scénario : Pete Hamill
- Production : Paul Leaf
- Musique : Coleridge-Taylor Perkinson
- Photographie : Bennie Hirschenson
- Pays d'origine : États-Unis
- Format : Couleurs - 1,33:1 - Mono - 35 mm
- Genre : Drame
- Durée : 70 minutes
- Date de diffusion : 1977

## Distribution
- John Cassavetes
- Alexis Smith
- Seymour Cassel
- Dick Cavett
- Mike Kellin